# Reka (distrikt)
Reka (bulgariska: Река) är ett distrikt i Bulgarien.   Det ligger i kommunen Obsjtina Smoljan och regionen Smoljan, i den södra delen av landet, 170 km sydost om huvudstaden Sofia.
I omgivningarna runt Reka växer i huvudsak blandskog. Runt Reka är det ganska glesbefolkat, med 34 invånare per kvadratkilometer.